# Gemmingen-Fürfeld
Gemmingen-Fürfeld ist ein Ast der Linie Gemmingen-Guttenberg der Familie der Freiherren von Gemmingen. 

## Geschichte
Der Ast geht auf den ursprünglichen Stammsitz der Familie in Gemmingen zurück. 1516 kam mit einem Kauf der Brüder Dietrich († 1526), Wolf († 1555) und Philipp († 1544) Besitz in Fürfeld hinzu. Der Besitz am Stammsitz in Gemmingen und in weiteren Orten war teils sehr kleinteilig zersplittert und wechselte oft, auch zwischen unterschiedlichen Linien der Familie. Gleichwohl waren das Auskommen und die Verdienste der Familienmitglieder nicht direkt an Grad ihres Besitzanteils gebunden, sondern basierten vielmehr auf einem Beziehungsgeflecht. Der Ast leitet sich her vom Gemmingen-Stammvater Hans (erw. 1259), dem nach fünf Generationen der gemeinsamen Gemmingen-Guttenberger Stammvater Hans der Reiche folgt, dessen abermals fünf Generationen später folgender Nachfahr Dietrich (1584–1659) Burg Guttenberg und Gemmingen erbte. Sein Sohn Pleikard Dietrich (1628/29–1695) aus der dritten Ehe begründete den Zweig Gemmingen der Linie Gemmingen-Guttenberg. Aus Dietrichs vierter Ehe stammt der Sohn Otto Dietrich (1647–1695), der das zuvor im Besitz der Bonfelder Linie befindliche Fürfeld erbte und damit den Zweig Gemmingen-Fürfeld begründete.

### 1. Zweig (Gemmingen)

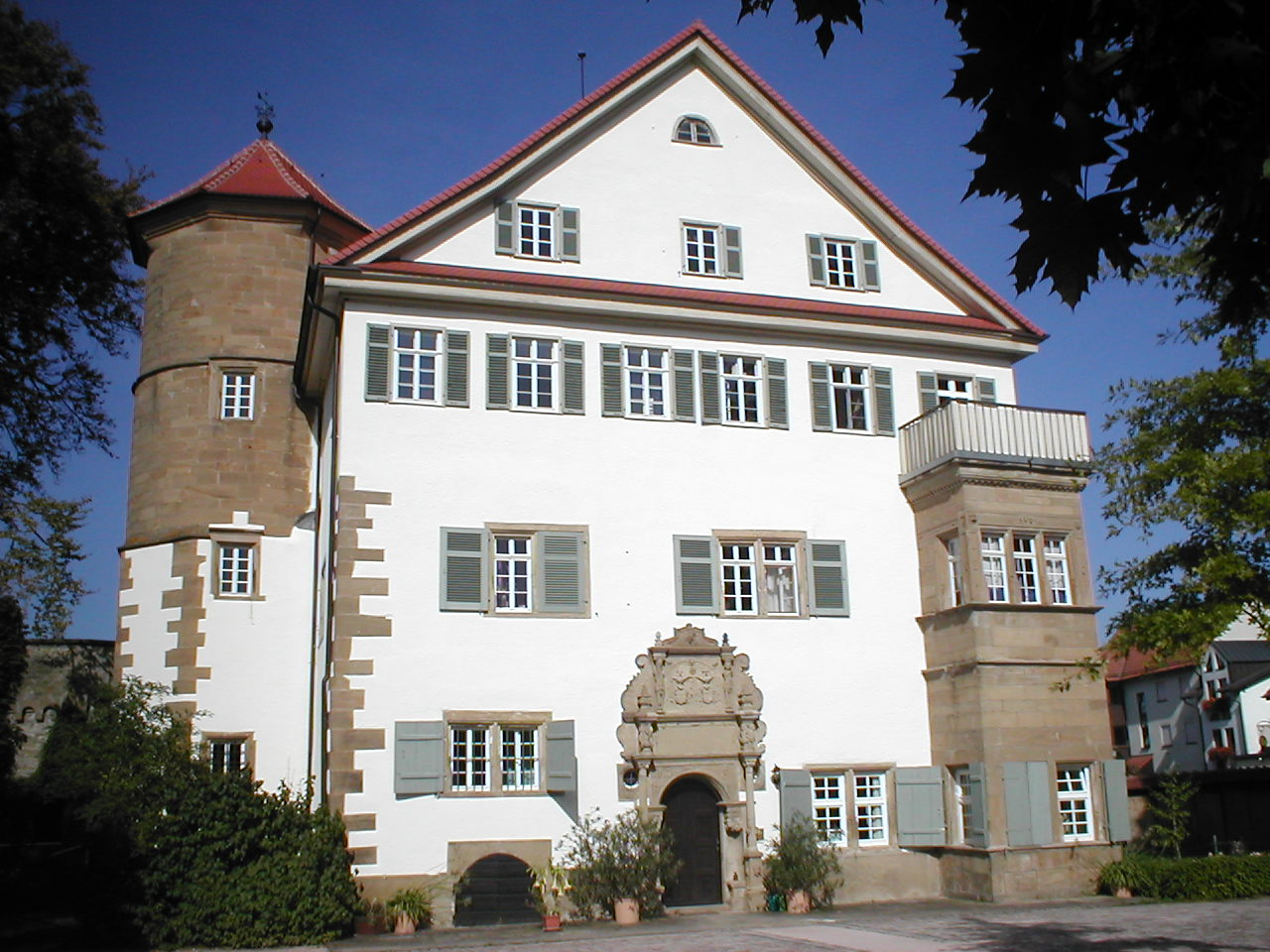
Unterschloss in Gemmingen

Ausgehend von Pleikard Dietrich (1628/29–1695). Der gleichnamige Sohn Pleikard Dietrich (1689–1757) erhielt eine pfalz-simmerische Oberamtsstelle als Ausgleich für die der Familie verlorene Burg Zwingenberg. Seine Söhne hinterließen keine männlichen Nachkommen mehr. Pleikard Dietrichs Bruder Franz Reinhard von Gemmingen (1692–1751) war baden-durlachscher Kammerjunker und Obervogt in Durlach. Seine Nachkommen traten entweder auch in baden-durchlachsche Dienste oder waren am württembergischen oder badischen Hof. 
August Wilhelm von Gemmingen (1738–1795) war Kammerherr des württembergischen Herzogs und Ritterrat des Ritterkantons Kraichgau. Sein Sohn August Karl war Kammerherr der Markgräfin Amalie von Baden. Dessen Sohn Wilhelm Pleikard Ludwig von Gemmingen (1823–1903) gehörte ab 1855 zum Gefolge des Prinzen Wilhelm von Baden und war Oberhofmarschall an dessen Hof. Wiederum dessen Sohn Fritz (1863–1934) war der letzte Nachfahre der Gemminger Schlosslinie. Seine Erben haben das Gemminger Unterschloss an einen anderen Familienzweig verkauft.
Die von August Wilhelms jüngerem Sohn Ludwig Friedrich Wilhelm von Gemmingen (1794–1858) begründete Familienlinie mit Besitz in Gemmingen und Ittlingen schlug größtenteils militärische Laufbahnen ein. Ludwig Friedrichs Sohn Otto von Gemmingen (1823–1890) war Feldmarschall-Leutnant und Geniechef beim Generalkommando in Prag. Auch seine Brüder Wilhelm Dietrich von Gemmingen und Eduard Eberhard von Gemmingen waren in Militärdienste getreten, während sich ein weiterer Bruder August von Gemmingen um die Kranken- und Verwundetenpflege verdient machte. Ottos Sohn Hermann Georg Franz von Gemmingen (1857–1919) war General der Kavallerie. Dessen Bruder Reinhard Erich von Gemmingen (1866–1932) war österreichischer Offizier. Der Sohn des letzteren, Hermann Heinrich (1895–1967), hatte kein Interesse am ererbten Besitz und hat seine Anteile an Gemmingen und Ittlingen verkauft.

### 2. Zweig (Guttenberg und Fürfeld)

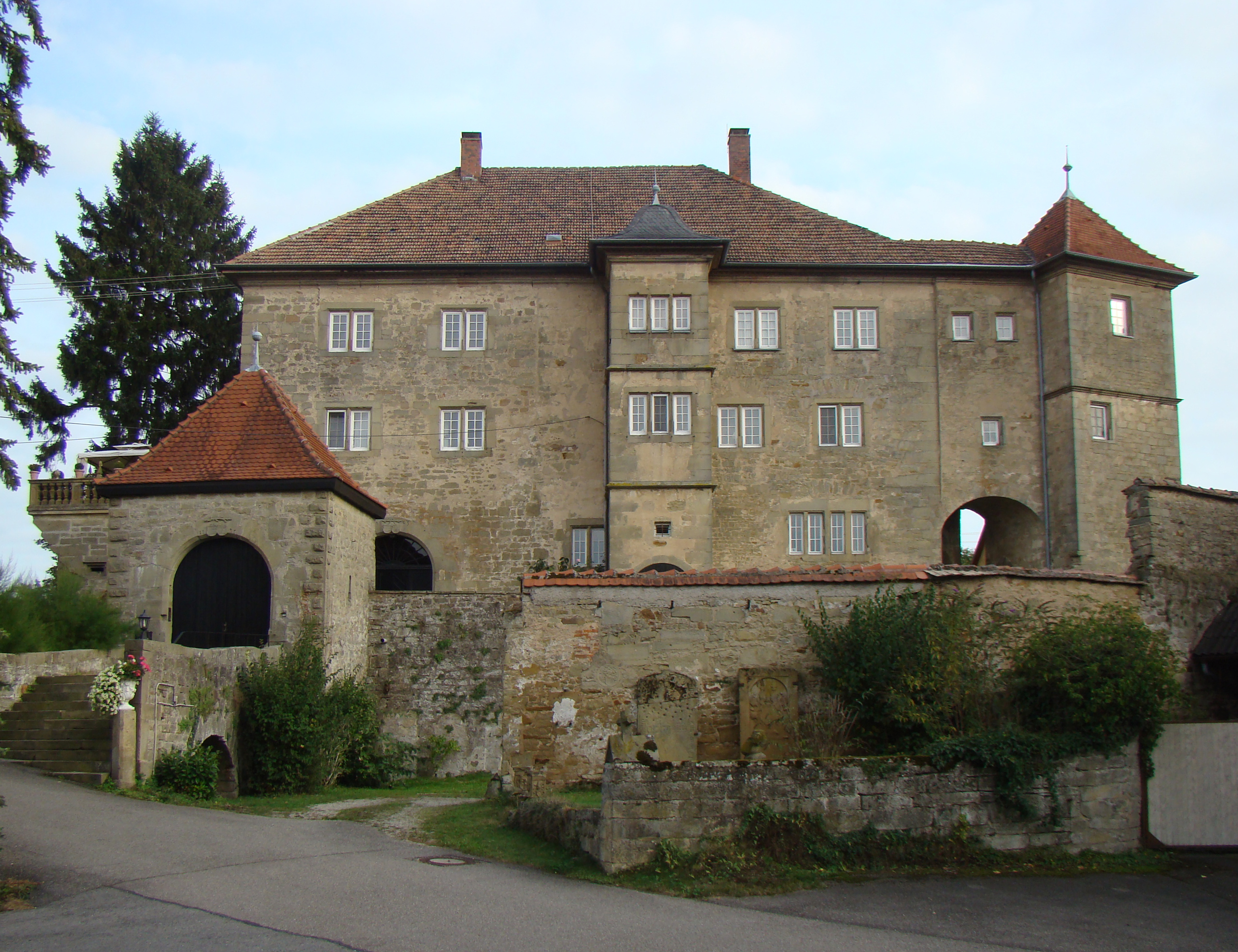
Schloss Fürfeld

Ausgehend Otto Dietrich (1647–1695). Sein Sohn Johann Dietrich von Gemmingen (1676–1757) war Grundherr in Fürfeld. Zu seiner Zeit umfasste der Besitz des Zweigs Burg und Ort Fürfeld sowie die Hälfte von Burg Guttenberg, Neckarmühlbach, Hüffenhardt und Kälbertshausen, Ganerbenanteile in Bönnigheim und Erligheim und Rechte in Adelshofen und Großgartach. Misswirtschaft führte um 1750 zu einer langjährigen völligen Überschuldung des Hauses und zum Verkauf des größten Teils der Güter, darunter auch der Hälfte an Guttenberg, an andere Familienzweige. 
Johann Dietrichs Enkel Johann Philipp Dietrich (1729–1785) und seine Nachkommen bilden den 1. Unterzweig Fürfeld. Dieser hat zwar drei, teils bis heute blühende Häuser in Deutschland, den Niederlanden und den USA ausgebildet, doch schon im frühen 19. Jahrhundert überwiegend in bürgerliche Familien geheiratet. Ein Nachfahre dieses Zweigs war der Pfarrer Carl Wilhelm Friedrich Ludwig Stocker (1832–1900), der eine umfassende Chronik der Freiherren von Gemmingen verfasst hat.
Johann Philipp Dietrichs Bruder Johann Dietrich von Gemmingen (1744–1805) begründete den 2. Unterzweig Stuttgart. Er und seine Söhne Karl Ludwig Dietrich (1772–1825) und Ludwig (1776–1854) standen in württembergischen Diensten. 
Karl Ludwig Dietrich (1772–1825) war Regierungsdirektor des Schwarzwaldkreises. Dessen Sohn Karl (1804–1885) war Oberamtsrichter und Ehrenbürger von Heilbronn. Auch dessen Sohn Alexander von Gemmingen (1838–1913) und die Enkel Karl Alfred (1877–1962) und Dietrich (1879–1955) standen in württembergischen Diensten, das letztgenannte Brüderpaar diente dem württembergischen König Wilhelm II. über seine Abdankung hinaus. 
Ludwig (1776–1854), war württembergischer Forstbeamter und Kammerherr. Als ritterschaftlicher Abgeordneter gehörte er dem württembergischen Landtag an. Sein Sohn Ernst (1816–1876) folgte ihm im Forstwesen. Dessen Söhne Reinhard (1859–1909) und Max (1868–1949) waren württembergische Offiziere und mit einem Geschwisterpaar der Capler von Oedheim verheiratet.

## Bedeutende Angehörige der Familienlinie
- Karl von Gemmingen (1804–1885), Oberamtsrichter in Gaildorf und Heilbronn, Ehrenbürger von Heilbronn
- Dietrich Alfred von Gemmingen (1879–1955), Hofmarschall bei Wilhelm II. von Württemberg